# لیلا جرج
لیلا جرج (به انگلیسی: Leila George) با نام کامل لیلا جرج دن آفریو (زاده ۱۹۹۱) بازیگر استرالیایی-آمریکایی است.
از کارهای معروف او می‌توان به بازی در فیلم د کید و موتورهای مرگبار اشاره کرد.